# Culicoides cancrisocius
Culicoides cancrisocius är en tvåvingeart som beskrevs av John William Scott Macfie 1946. Culicoides cancrisocius ingår i släktet Culicoides och familjen svidknott.
Artens utbredningsområde är Fiji. Inga underarter finns listade i Catalogue of Life.